# Stojkowo
Stojkowo (deutsch Stöckow) ist ein Dorf in der Woiwodschaft Westpommern in Polen. Es gehört zur Gmina Dygowo (Landgemeinde Degow) im Powiat Kołobrzeski (Kolberger Kreis). 

## Geographische Lage
Das Dorf liegt in Hinterpommern, etwa 115 Kilometer nordöstlich von Stettin und etwa 10 Kilometer östlich von Kołobrzeg (Kolberg). Die Ostseeküste mit dem Ostseebad Ustronie Morskie (Henkenhagen) liegt etwa sechs   Kilometer nördlich des Dorfes. Die nächsten Nachbarorte sind im Nordosten Kukinia (Alt Quetzin), im Südosten Gąskowo (Ganzkow), im Süden Dygowo (Degow) und im Westen Stramniczka (Alt Tramm).
Am westlichen Rand des Dorfes liegt der Jezioro Stojkowo (Stöckower See), der im Jahre 1918 im Rahmen von Meliorationsmaßnahmen abgelassen worden war, heute aber wieder Wasser führt. Weiter westlich und nordwestlich liegt der Wohnplatz Stojkówko (Neu Stöckow). 

## Geschichte
Aus vorgeschichtlicher Zeit stammt ein umfangreicher Hacksilberfund. Er wurde im Jahre 1926 entdeckt; der Heimatforscher Otto Dibbelt leitete seine Bergung und verfasste später eine Veröffentlichung hierzu. Ferner wurde bei Stöckow ein wohl vorgeschichtlicher Bohlenweg entdeckt.
Die ersten Nennungen des Dorfes stammen aus dem 13. Jahrhundert: Im Jahre 1224 überwies die pommersche Herzogin Anastasia dem Kloster Belbuck mehrere Dörfer zur Gründung eines Nonnenklosters in Treptow an der Rega, darunter das hier Ztoykow genannte Dorf. Im Jahre 1227 bestätigten Herzog Barnim I. und seine Mutter Miroslawa das inzwischen gegründete Kloster Marienbusch und verliehen ihm (erneut) eine Reihe von Dörfern, darunter wiederum das hier Ztoykowo genannte Dorf. Das Kloster Marienbusch muss den Besitz aber wieder verloren haben, denn im Jahre 1278 schenkte Bischof Hermann von Cammin das Dorf dem Jungfrauenkloster in Altstadt Kolberg. 
Nach der Reformation kam das Dorf Stöckow im Rahmen der Säkularisation des Klosterbesitzes an den Landesherrn und wurde als Teil des Amtes Kolberg verwaltet. Im 16. oder 17. Jahrhundert wurden einige Bauernstellen eingezogen und aus ihnen ein Vorwerk gebildet. Auf diesem Amtsvorwerk waren auch Bauern aus umliegenden, zum Amt Kolberg gehörenden Dörfern dienstpflichtig. 
In Ludwig Wilhelm Brüggemanns Ausführlicher Beschreibung des gegenwärtigen Zustandes des Königlich-Preußischen Herzogtums Vor- und Hinterpommern (1784) ist das Dorf Stoikow als eines von sieben Dörfern des Amtes Kolberg genannt. Damals gab es hier einen Freischulzen, drei Bauernstellen, zwei Krüger, vier Kossäten, fünf Büdner (von denen einer Schmied war) und einen Holzwärter, insgesamt 25 Haushaltungen („Feuerstellen“). Die Zahl von zwei Krügen mag sich dadurch erklären, dass damals noch die Landstraße von Kolberg nach Köslin durch das Dorf führte und Reisende zu versorgen waren. Das bei Brüggemann getrennt aufgeführte Amtsvorwerk umfasste damals 562 Morgen Ackerland, ferner Wiesen an der weiter entfernten Persante und Weiderechte. Hinzu kam die ebenfalls zum Amt Kolberg gehörende Stoikowsche Windmühle.
Nach der Durchführung der Separation in der Gemarkung des Dorfes Stöckow wurde nach 1840 das nordwestlich des Dorfes gelegene Stöckower Holz gerodet, um auf der Fläche Bauernstellen anzulegen. So entstand der Wohnplatz Neu Stöckow, der aber keine eigene politische Einheit bildete, sondern zur Landgemeinde Stöckow gehörte. 
Das Vorwerk in Stöckow gehörte zu den zahlreichen Staatsgütern, die der preußische Staat Anfang des 19. Jahrhunderts verkaufte. Das Vorwerk wurde im Jahre 1811 verkauft und bildete danach ein kreistagsfähiges Rittergut. Es wechselte während des 19. Jahrhunderts vielfach den Besitzer und wurde auch zu einem Gegenstand der damaligen Güterspekulation. Wiederholt war es im Besitz von Angehörigen der adligen Familie Kaphengst. Der letzte Besitzer, Ulrich von Kaphengst, ließ es schließlich im Jahre 1897 in Siedlerstellen aufteilen. Die Hofstellen der Neusiedler wurden nicht im Dorf selbst angelegt, sondern in der Feldmark südwestlich des Dorfes. 
Im 19. Jahrhundert bestanden die Landgemeinde Stöckow und der Gutsbezirk Stöckow nebeneinander. Nach der 1897 durchgeführten Parzellierung des Rittergutes wurde der Gutsbezirk im Jahre 1900 in die Landgemeinde Stöckow eingegliedert. 
Vor 1945 lag die Landgemeinde Stöckow mit ihrem Wohnplatz Neu Stöckow im Kreis Kolberg-Körlin der preußischen Provinz Pommern.
Gegen Ende des Zweiten Weltkriegs wurde Stöckow am 7. März 1945 durch die Sowjetarmee besetzt. Die Sowjetsoldaten setzten einige Gebäude in Brand und verschleppten einige junge Einwohner. Ab Sommer 1945 eigneten sich polnische Zuwanderer nach und nach die Höfe an. Sie ließen die deutschen Besitzer noch einige Zeit für sich arbeiten, aber bis 1947 wurden dann die Einwohner von Stöckow vertrieben. Der Ortsname wurde polnisch als Stojkowo festgelegt.

## Entwicklung der Einwohnerzahlen
- 1816: 163 Einwohner[9]
- 1855: 434 Einwohner[9]
- 1871: 464 Einwohner[9]
- 1885: 421 Einwohner (davon 319 in der Landgemeinde Stöckow und 102 im Gutsbezirk Stöckow)[9]
- 1905: 379 Einwohner[9]
- 1919: 385 Einwohner[9]
- 1933: 380 Einwohner[9]
- 1939: 352 Einwohner[9]